# Alexander Dubček
Alexander Dubček (27. listopadu 1921 Uhrovec – 7. listopadu 1992 Praha) byl československý politik slovenské národnosti, hlavní osobnost pražského jara 1968.

## Život

### Rodina a vzdělání

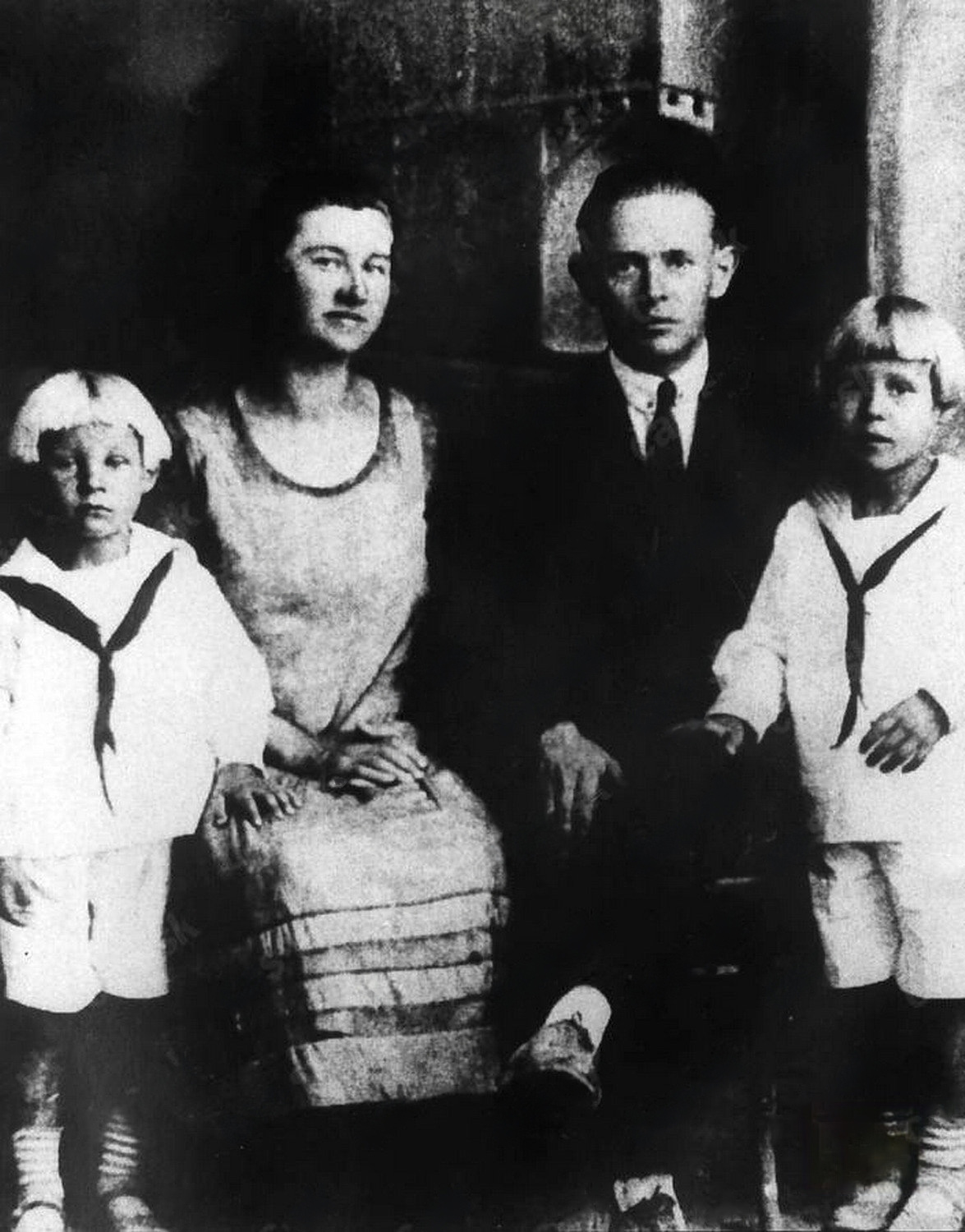
Rodina Dubčeků v Biškeku, 1925. Malý Alexandr zcela vlevo.

Narodil se roku 1921 v Uhrovci v místní škole – ve stejném domě jako Ľudovít Štúr. Jeho otec Štefan Dubček (1892–1969) byl vyučený tesař, který několik let pracoval v USA, kde se stal přesvědčeným pacifistou a komunistou. V roce 1925 odjel malý Alexander Dubček se svými silně levicově zaměřenými rodiči, zakládajícími členy družstva Interhelpo, do města Biškek v sovětské Kyrgyzii. Později se Dubčekovi přestěhovali do města Gorkij a v roce 1938 se vrátili na Slovensko, protože podle nových směrnic by museli přijmout jediné sovětské občanství. Alexander Dubček se vyučil strojním zámečníkem, pracoval v Dubnici nad Váhom a v roce 1939 vstoupil do tehdy ilegální Komunistické strany Slovenska.
Měl tři syny.
V roce 1944 se zúčastnil Slovenského národního povstání, v němž byl zraněn a jeho bratr Július padl. Po válce působil v různých politických funkcích v Trenčíně a Banské Bystrici. Absolvoval Vysokou školu politickou ústředního výboru KSČ a získal akademický titul doktora sociálně-politických věd (RSDr.). Protože z dětství velmi dobře ovládal ruský jazyk, byl vyslán do Moskvy, kde v letech 1955–1958 studoval politické vědy, současně s Michailem Gorbačovem. Po roce 1989 mu byly uděleny čestné doktoráty řady světových univerzit, např. v Itálii, Španělsku či USA.

### Počátek politické kariéry
Od roku 1958 byl stranickým tajemníkem v Bratislavě a členem Ústředního výboru KSS. V této funkci se poprvé střetl s tehdejším prezidentem Antonínem Novotným kvůli připravované změně Ústavy, s níž Dubček nesouhlasil. Roku 1959 se stal tajemníkem ÚV KSČ pro průmysl. Protože v Moskvě zažil rehabilitace Stalinových obětí, prosazoval rehabilitaci slovenských komunistů pronásledovaných v letech 1951–53 a po konfliktu s Novotným byl opět přesunut na Slovensko. Brzy se však do ÚV vrátil a dosáhl ustavení takzvané Kolderovy komise.
Od roku 1962 zastával funkci vedoucího tajemníka Krajského výboru KSS v Bratislavě, od roku 1963 prvního tajemníka ÚV KSS a na základě výsledků Kolderovy komise prosazoval rehabilitaci Gustáva Husáka a Vladimíra Clementise. Na konci roku 1967 se dostali někteří členové ÚV KSČ do ostré kontroverze s tehdejším prezidentem a 1. tajemníkem ÚV KSČ Antonínem Novotným, který si v prosinci pozval na pomoc sovětského vůdce Leonida Brežněva; ten pozvání sice okamžitě přijal, Novotného ale nepodpořil (pravděpodobně také proto, že v době, kdy soupeřil o vedoucí pozici Brežněv s Alexejem Kosyginem, Novotný podporoval Kosygina). Lidé, kteří se s Dubčekem setkali, hovořili o něm jako o nekonfliktním, přátelském a vlídném člověku, který byl vhodným kompromisem mezi táborem reformistů a konzervativním křídlem KSČ.

### Prvním tajemníkem komunistické strany
Mezi 3. a 5. lednem 1968 se plénum ÚV KSČ rozhodlo oddělit funkce prvního tajemníka ÚV KSČ a prezidenta republiky a zbavilo Antonína Novotného funkce prvního tajemníka ÚV KSČ. Na jeho nástupci se však předsednictvo nemohlo dohodnout a jako kompromisní řešení byl Oldřichem Černíkem navržen tehdejší první tajemník ÚV KSS Alexander Dubček. Dubček chtěl pokračovat v jisté liberalizaci režimu, jeho mandát byl však slabý (byl zvolen většinou jediného hlasu), proto se proti „konzervativním“ odpůrcům opíral o veřejné mínění. Vnesl tak do československé politiky zcela odlišnou politickou kulturu. Tím umožnil významný společenský a politický proces, který dostal název pražské jaro 1968. Jedna z reforem Dubčekova vedení přinesla úplnou svobodu tisku (v zákoně 84/1968 Sb. ze dne 26. června 1968 se praví, že „cenzura je nepřípustná“). V takto uvolněné atmosféře se však začnou požadavky lidu více stupňovat. Dubček tak musí čelit kritice uvnitř KSČ a hlavně ze strany sovětského vedení.

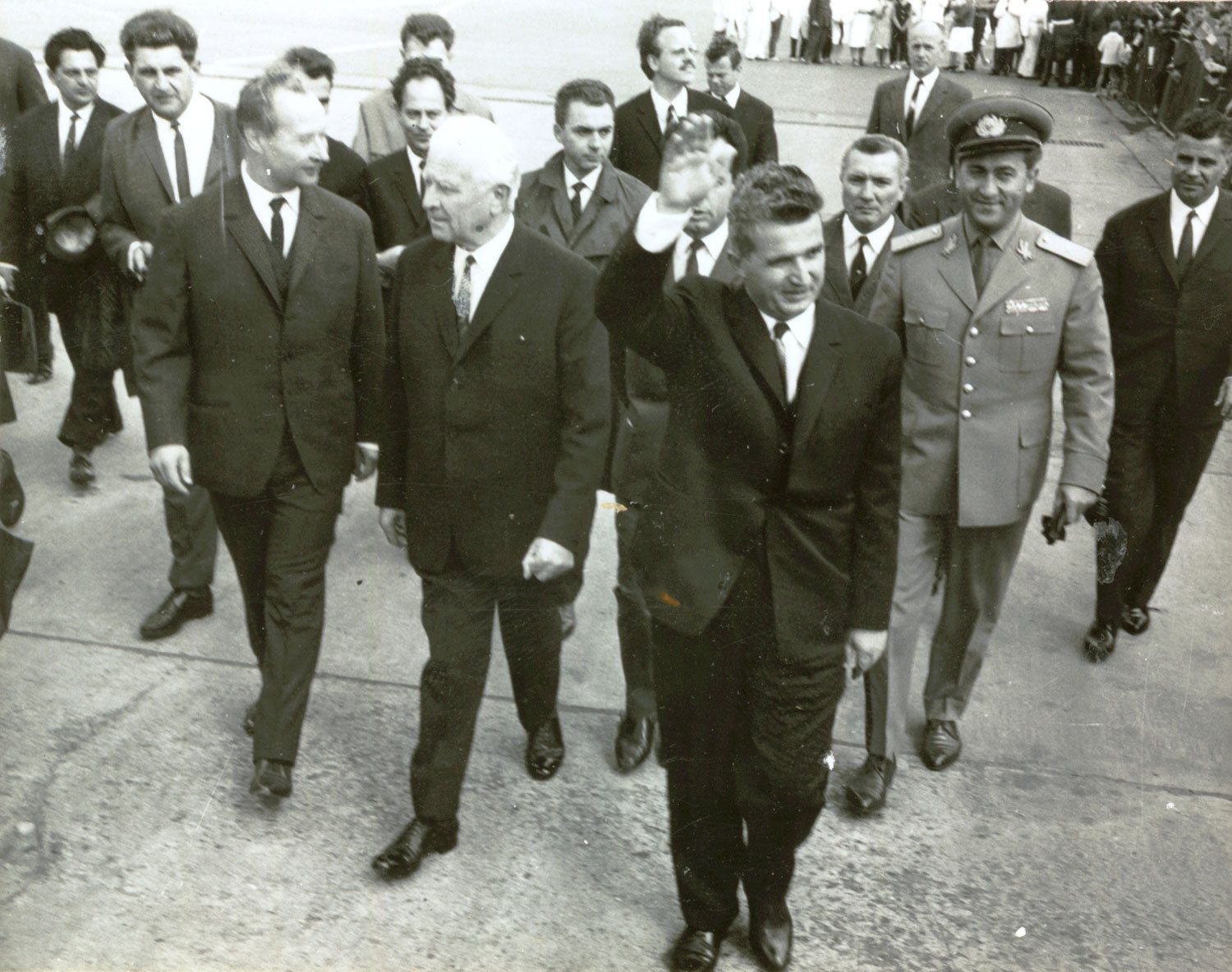
Dubček (v přední řadě první zleva) v roce 1968 na návštěvě v Rumunsku. Uprostřed je Ludvík Svoboda a Nicolae Ceauşescu.

Dne 4. května 1968 vedení KSSS pozvalo do Moskvy vedoucí představitele KSČ a vlády ČSSR v čele s prvním tajemníkem ÚV KSČ Alexandrem Dubčekem. Sovětští čelní představitelé sledovali takzvaný „obrodný proces“ v ČSSR i Dubčekovu rostoucí popularitu z mnoha důvodů s velkou nevolí. Na zasedání ÚV KSČ od 29. května do 1. června Alexander Dubček konstatoval, že se podařilo získat důvěru občanů v politiku KSČ. Sovětské vedení využilo naplánovaného společného cvičení vojsk Varšavské smlouvy v Československu nazvaného „Šumava“, které prodlužovalo za účelem tajného zmapování a proměření terénu. Plán na vojenskou invazi do ČSSR existoval na ústředí Nejvyššího sovětu SSSR již v červnu 1968. Podle některých pramenů byl tento plán ještě starší a vznikl za účelem nenápadného přesunu sovětského jaderného arzenálu až na samý okraj hranice komunistického bloku.
V Čierné nad Tisou v červenci 1968 při návštěvě sovětské delegace tajně podepsala pětice komunistů konzervativního křídla KSČ, kteří nelibě nesli změny pod vedením Alexandra Dubčeka, takzvaný Zvací dopis pro Sovětskou armádu, provázený odůvodněním, že v Československu řádí kontrarevoluce. Jmenovitě šlo o Vasila Biľaka, Aloise Indru, Antonína Kapka, Drahomíra Koldera a Oldřicha Švestku.
V noci z 20. na 21. srpna pak vtrhla vojska pěti států Varšavské smlouvy bez vypovězení války do ČSSR, obsadila území a zmocnila se postupně kontroly nad celým státem. Sovětští vojáci zatkli a odvlekli Alexandra Dubčeka, Josefa Smrkovského, Oldřicha Černíka, Františka Kriegela a další vedoucí představitele KSČ do Moskvy. Prezident ČSSR Ludvík Svoboda (spolu s delegací, kterou tvořili Gustáv Husák, Martin Dzúr, Bohuslav Kučera, Vasil Biľak, Alois Indra a Jan Piller) odletěl do Moskvy, kde žádal, aby se jednání zúčastnil Dubček a ostatní uvěznění komunističtí předáci. Sověti propustili jen Dubčeka, Smrkovského, Špačka a Šimona, které z vězení „v lesích“ dopravili do Moskvy 24. srpna. Poté propustili i další delegáty, ale tajemník ÚV KSSS Boris Ponomarjov jim prý řekl, že se budou moci vrátit domů jen po podpisu Sověty připraveného protokolu, ať už to bude trvat den, týden, dva týdny nebo i měsíc[zdroj?]. 27. srpna se Svoboda, Dubček, Černík, Smrkovský a Špaček směli vrátit do Prahy, až když po vyčerpávajícím nátlaku a vyhrožování (Dubček několikrát omdlel) podepsali všech patnáct sověty diktovaných podmínek Moskevského protokolu, což znamenalo ideové popření celého pražského jara, přijetí „bratrské pomoci SSSR“ a otevření cesty k budoucí normalizaci. Protokol nepodepsal pouze František Kriegel, byl však také propuštěn, poté zbaven všech funkcí a odeslán do důchodu.

### Ztráta politické moci

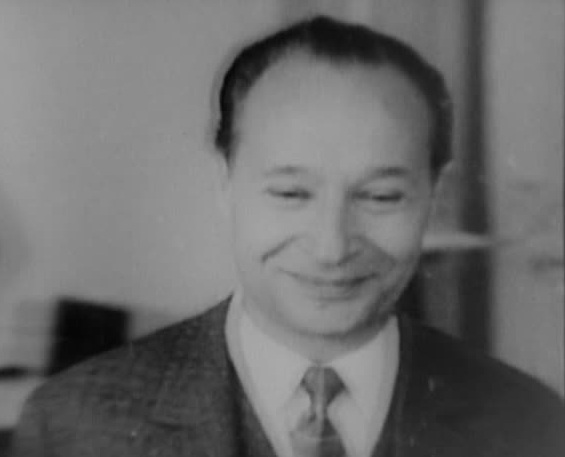
Dubček v srpnu roku 1968

Po srpnu 1968 Dubček ustupoval sovětskému tlaku a postupně odvolával z funkcí reformní komunisty. Jediným pozůstatkem „pražského jara“ byla federalizace Československa. Podle Zákona o československé federaci, který byl připravován už delší dobu před vpádem intervenčních vojsk, vznikly 1. ledna 1969 Česká socialistická republika a Slovenská socialistická republika; 2. ledna předsednictvo Slovenské národní rady jmenovalo první vládu Slovenské socialistické republiky v čele se Štefanem Sádovským. Dne 17. dubna se v Praze sešlo plénum ÚV KSČ a zvolilo nové předsednictvo ÚV KSČ. Alexandra Dubčeka ve funkci prvního tajemníka ÚV KSČ vystřídal Gustáv Husák.
Od dubna do října 1969 působil Dubček jako předseda Federálního shromáždění a v této funkci podepsal 22. srpna 1969 takzvaný „pendrekový zákon“, který umožnil brutální perzekuci demonstrantů po 21. srpnu 1969. Pendrekový zákon přijalo předsednictvo Federálního shromáždění (plénum FS tehdy nezasedalo). Ačkoliv se předsednictvo nesešlo v požadovaném počtu a nebylo tedy dle ústavních parametrů československé federace usnášeníschopné, vydalo toto zákonné opatření (později na podzimním zasedání potvrzené dodatečně plénem federálního parlamentu). Dubček později ve svých pamětech tvrdil, že pendrekový zákon sice „musel podepsat“, ale „nehlasoval pro něj“. Tuto tezi opakuje i historik Antonín Benčík („pro tento návrh nehlasoval, ale pod hrubým nátlakem Husáka a dalších, a s vědomím, že jeho přijetí zabránit nemůže, z profesionální povinnosti předsedy FS návrh zákona podepsal“). Naopak historik Jan Rychlík toto vysvětlení považuje za kostrbaté a nevěrohodné. Oba historici se ovšem shodují, že Dubčekova popularita v české části federace následně silně klesla a že jeho podpis pod represivním zákonem byl v zájmu Gustáva Husáka. Poté, co se Dubček takto zdiskreditoval, nebylo již pro Husákovo vedení problémem ho odstavit z ústavních funkcí. Na podzimním zasedání Federálního shromáždění byl odvolán z funkce předsedy parlamentu a vyloučen z předsednictva ÚV KSČ.
Od prosince 1969 do června 1970, kdy byl odvolán působil jako velvyslanec v Turecku a poté v témže roce byl i vyloučen z KSČ. V letech 1970–1985 pracoval Dubček pro podnik Západoslovenské státní lesy v bratislavských Krasňanech jako mechanizátor. Roku 1974 napsal stranickým orgánům stručný protestní dopis, který však zůstal bez odezvy. Před rokem 1989 se odmítal zúčastnit disidentských aktivit.

### Návrat po roce 1989

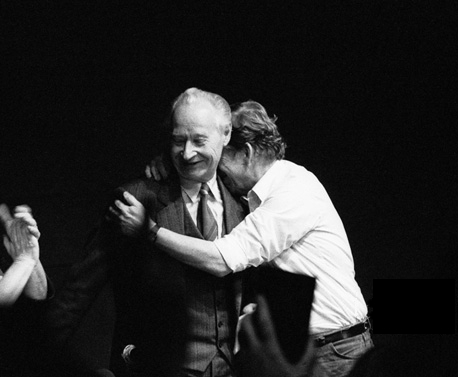
Alexander Dubček a Václav Havel v listopadu 1989

13. listopadu 1988 obdržel Alexander Dubček čestný doktorát boloňské univerzity za zásluhy o prosazování lidských práv a komunistické úřady mu na poslední chvíli povolily odjet. Při slavnosti vystupoval Dubček zdrženlivě, ale ve velkém novinovém interview hájil projekt pražského jara a srovnával jej se sovětskou „perestrojkou“ Michaila Gorbačova. Z tohoto vystoupení bylo zřejmé, že počítá s návratem do politiky.
V dubnu 1989 poskytl v pořadu Panorama maďarské televize rozhovor, v němž mluvil hlavně o roku 1968.

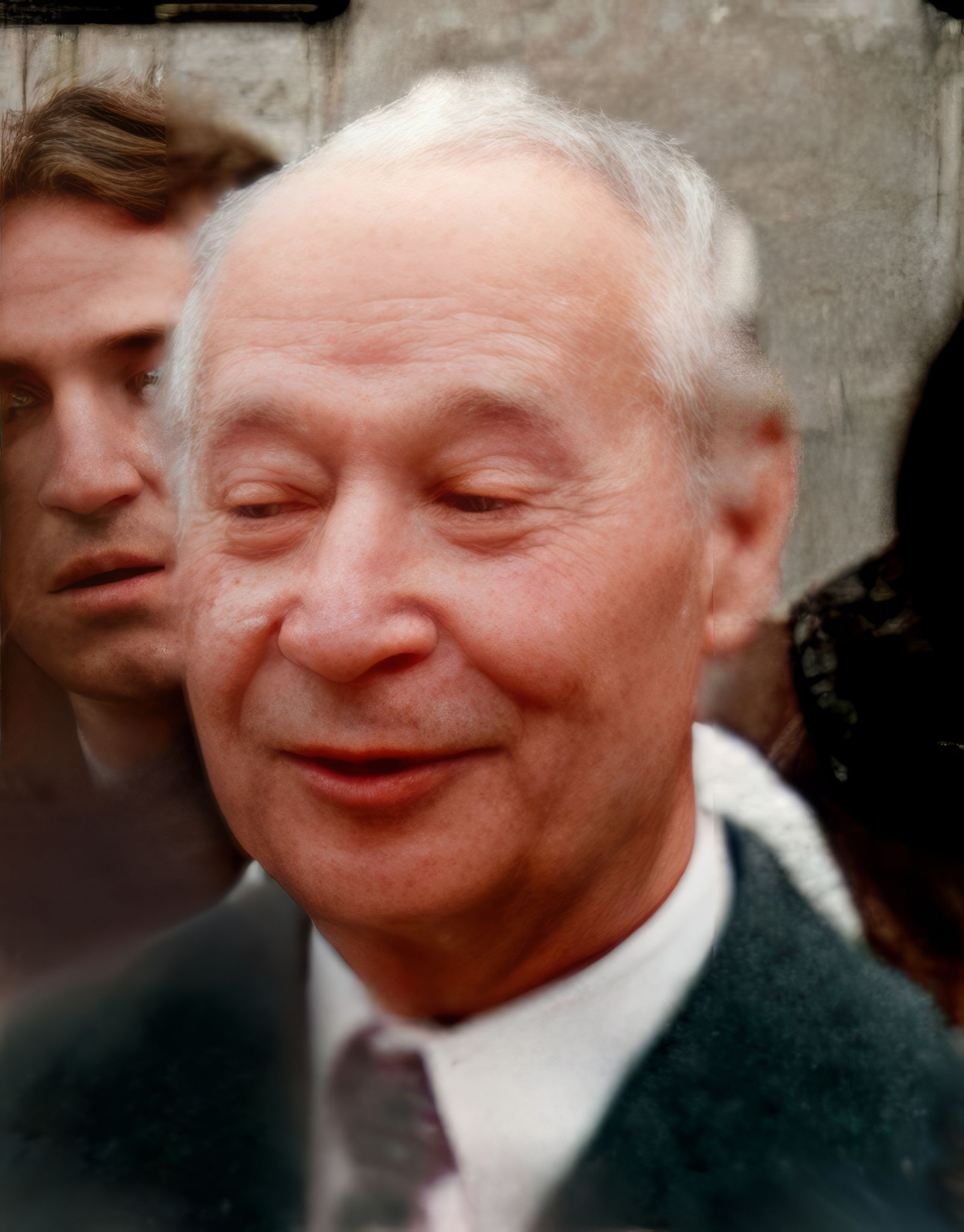
Dubček v prosinci 1989

Když během Sametové revoluce 22. listopadu 1989 poprvé veřejně vystoupil v Bratislavě a o dva dny později na balkóně na Václavském náměstí v Praze vedle Václava Havla, byl nadšeně uvítán. Byl vážným kandidátem na funkci prezidenta republiky, ale nakonec došlo k dohodě, že nebude kandidovat na prezidenta republiky a 28. prosince 1989 byl zvolen předsedou Federálního shromáždění. V této funkci, kterou vykonával až do roku 1992, se Dubček především staral o vyřešení česko-slovenských problémů a působil také v zahraniční politice.
V roce 1989 stál rovněž u zrodu Masarykova demokratického hnutí.
V česko-slovenské otázce byl Dubček důsledným zastáncem federativního řešení. V zahraniční politice využíval své velké popularity v západní Evropě, zejména v Itálii, a pečlivě sledoval také vývoj v Rusku. Z jara roku 1991 pozval do Prahy tehdy ještě málo známého Borise Jelcina a okamžitě odmítl pokus o puč proti Gorbačovovi v témže roce.
V roce 1992 se stal předsedou Sociálnědemokratické strany Slovenska a byl za ni zvolen do FS.

### Autonehoda

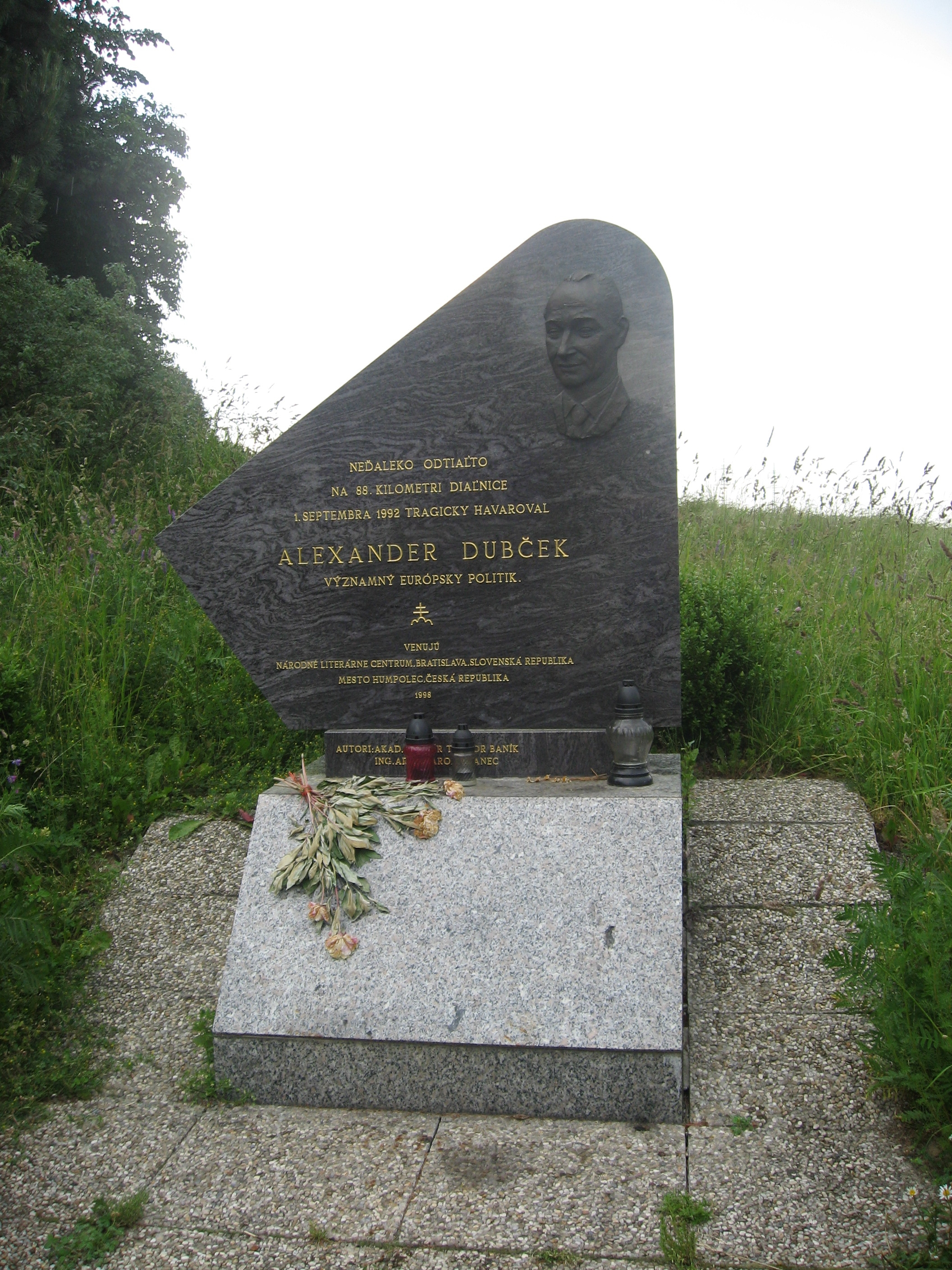
Památník nedaleko místa nehody Alexandra Dubčeka

Při cestě na zasedání FS dne 1. září 1992 kolem 9. hodiny utrpěl Dubček vážná zranění při dopravní nehodě na 88,9. km dálnice D1 u Humpolce, když jeho služební automobil BMW E34 535i ve vysoké rychlosti (114–131 km/h) za hustého deště vlivem aquaplaningu dostal smyk a vyletěl z dálnice. Dubček, který seděl nepřipoután na zadním sedadle, vypadl z vozu. Po nehodě byl v bezvědomí hospitalizován v pražské nemocnici Na Homolce, kde na následky zranění 7. listopadu zemřel. Pod patronací slovenské vlády byl Dubčekovi uspořádán státní pohřeb. Pohřben je na bratislavském hřbitově Slávičie údolie. Jeho služební řidič Ján Rezník, který jej vezl na zasedání Federálního shromáždění z Bratislavy do Prahy, byl později odsouzen na 1 rok nepodmíněně. Za mříže ale díky amnestii na Slovensku nemusel.

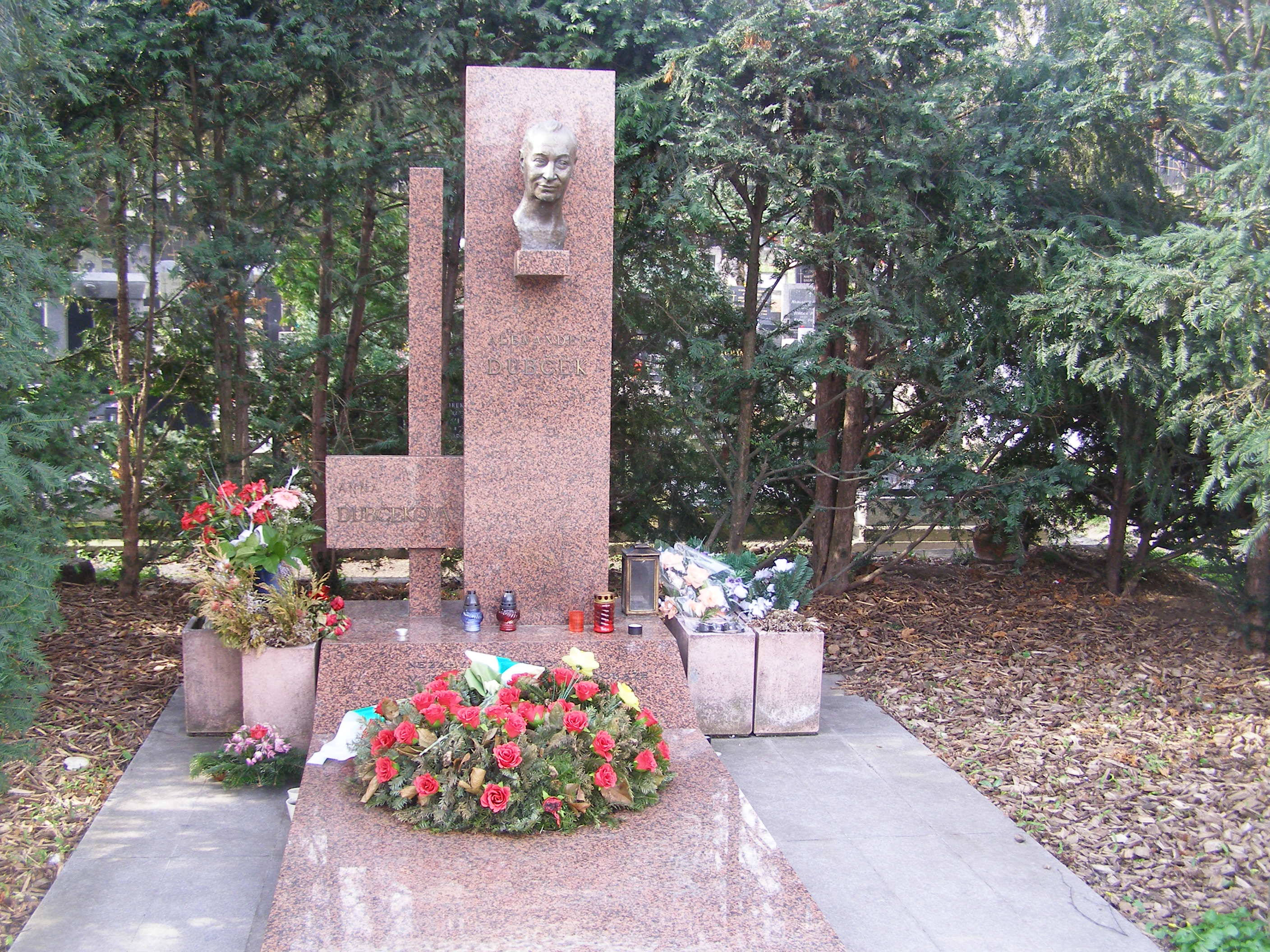
Hrob Alexandra Dubčeka v Bratislavě

Přestože opakované vyšetřování prokázalo, že šlo o nehodu, šířily se o Dubčekově smrti konspirační teorie – například že za jeho smrtí stojí Rusko, bývalí pracovníci Státní bezpečnosti nebo Vladimír Mečiar, údajně proto, že Dubček jako prezident by mu nebyl příznivě nakloněn.
Na jednom z nejnebezpečnějších úseků v Česku havaroval mimo jiné v roce 1995 herec Petr Haničinec, federální ministr Jozef Bakšay, M. Butora a M. Macek. Na témže kilometru dálnice D1 se stala řada hromadných nehod (v jednom případě čtyřiceti aut) a jen o kilometr dále havarovalo dne 20. března 2008 116 aut. Nehoda Dubčeka a dalších lidí se dostala i do populární kultury. V písni Pijánovka hudební skupiny Tři sestry z roku 1993 se zpívalo: „U Humpolce v příkrym kopci často bouraj politici.“

### Obraz Alexandra Dubčeka ve filmu
Po roce 1989 vzniklo několik filmů, které se zabývaly rokem 1968, které bylo klíčové jak pro stát, který Alexander Dubček zastupoval, tak pro Alexandra Dubčeka samotného.
Interpreti:
| Ján Gallovič a Alois Švehlík | České století, režie Robert Sedláček (2014)         |
| Adrian Jastraban             | Dubček, režie Laco Halama (2018)                    |
| Daniel Heriban               | Muž, který stál v cestě, režie Petr Nikolaev (2023) |

## Ocenění
- Řád 25. února, 1949[20]

- Vyznamenání Za zásluhy o výstavbu, 1958
- Pamětní medaile k 20. výročí Slovenského národního povstání, 1964
- Řád Georgiho Dimitrova, Bulharsko, 1968
- 1989 – Sacharovova cena za svobodu myšlení[21]
- 1990 – Mezinárodní humanistická cena od International Humanist and Ethical Union v Amsterdamu[22]
- 1991 – Velká čestná dekorace ve zlatě na stuze Za zásluhy o Rakouskou republiku[23]
- 2000 – Pribinův kříž I. třídy in memoriam
- 2003 – Řád Bílého lva I. třídy in memoriam[24]
- Náměstí před parlamentem v Bratislavě nese jeho jméno.

## Přehled politických funkcí

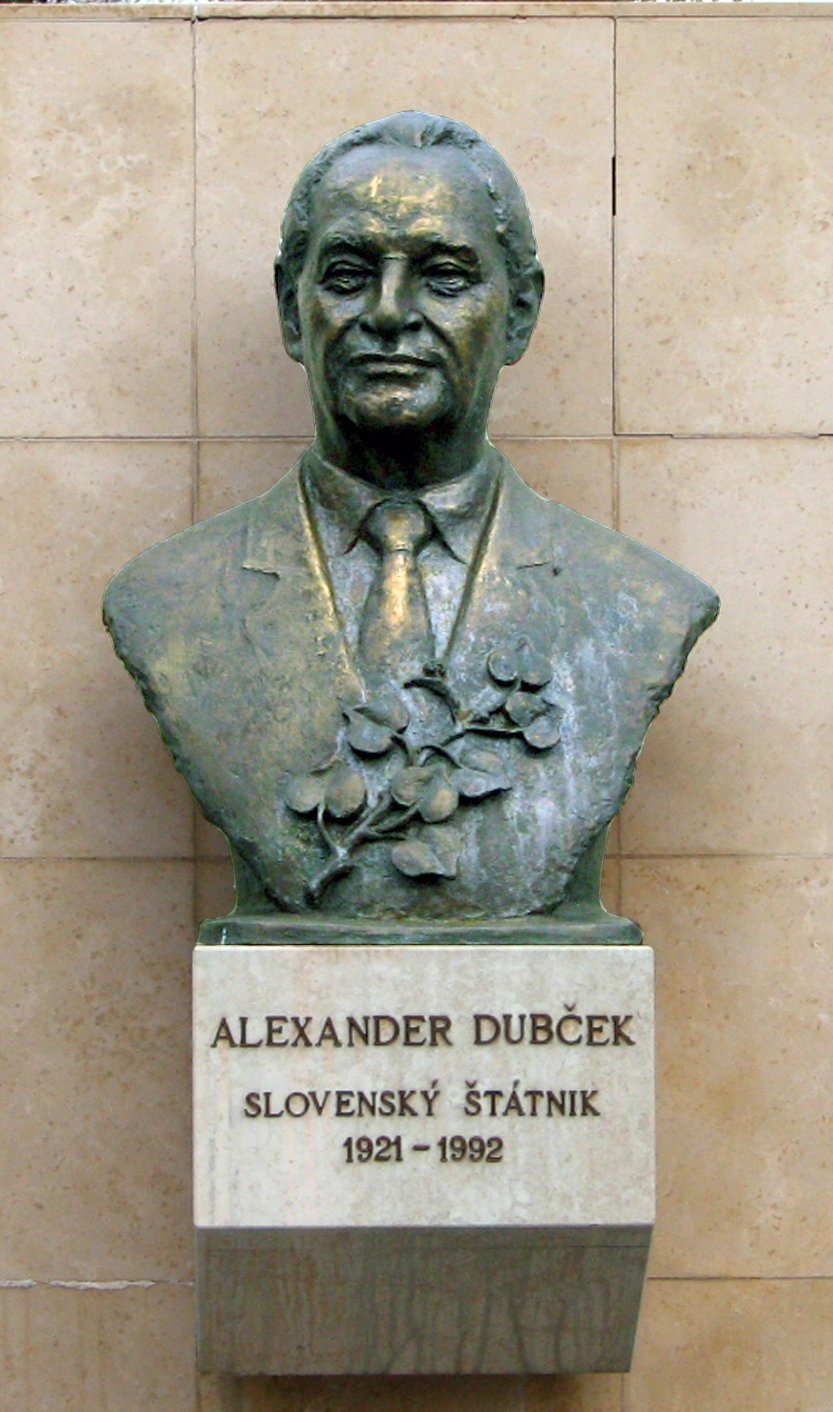
Busta od Ľudmily Cvengrošové

- 1951–1955, 1960–1968 a 1969–1970 člen a v roce 1969 předseda Národního shromáždění (od roku 1969 Federální shromáždění)
- 1964–1970 člen Slovenské národní rady
- 1955–1968 člen Ústředního výboru Komunistické strany Slovenska, od roku 1962 člen prezídia a od roku 1963 první tajemník
- 1958–1969 člen Ústředního výboru KSČ, v letech 1960–1962 tajemník, od roku 1962 člen prezídia a v roce 1968 první tajemník
- 1969–1970 velvyslanec ČSSR v Turecku. Během této doby obdržel několik nabídek na politický azyl v zahraničí, ale ty odmítl, protože nechtěl zklamat důvěru Čechoslováků a poskytnout normalizačnímu režimu záminku k očerňování
- 1970 vyloučen z KSČ
- 1989–1992 člen VPN (Verejnosť proti násiliu, později ODÚ-VPN)
- 1990–1992 předseda Federálního shromáždění ČSFR
- 1992 předseda a poslanec za SDSS (Sociálnodemokratická strana Slovenska)